# Mysidia nemorensis
Mysidia nemorensis är en insektsart som beskrevs av Broomfield 1985. Mysidia nemorensis ingår i släktet Mysidia och familjen Derbidae. Inga underarter finns listade i Catalogue of Life.